# Jüdische Gemeinde Bílina
Koordinaten: 50° 33′ 3″ N, 13° 46′ 33″ O
Die Jüdische Gemeinde in Bílina (deutsch Bilin), einer Stadt im Norden Böhmens im Okres Teplice des Ústecký kraj (Tschechien), entstand in den 1870er Jahren und wurde durch den Holocaust ausgelöscht.

## Geschichte

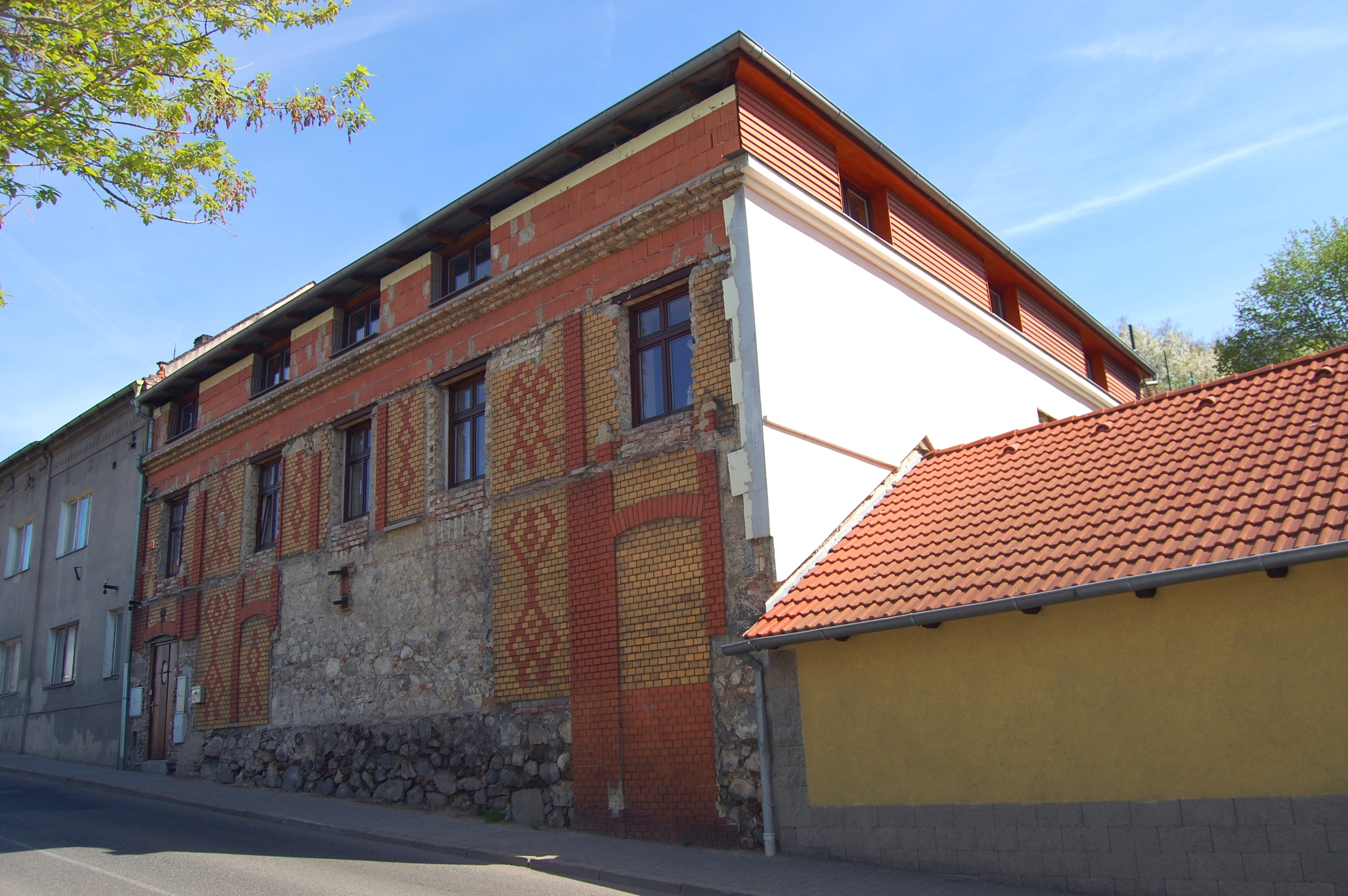
Ehemalige Synagoge in Bílina, erbaut 1895

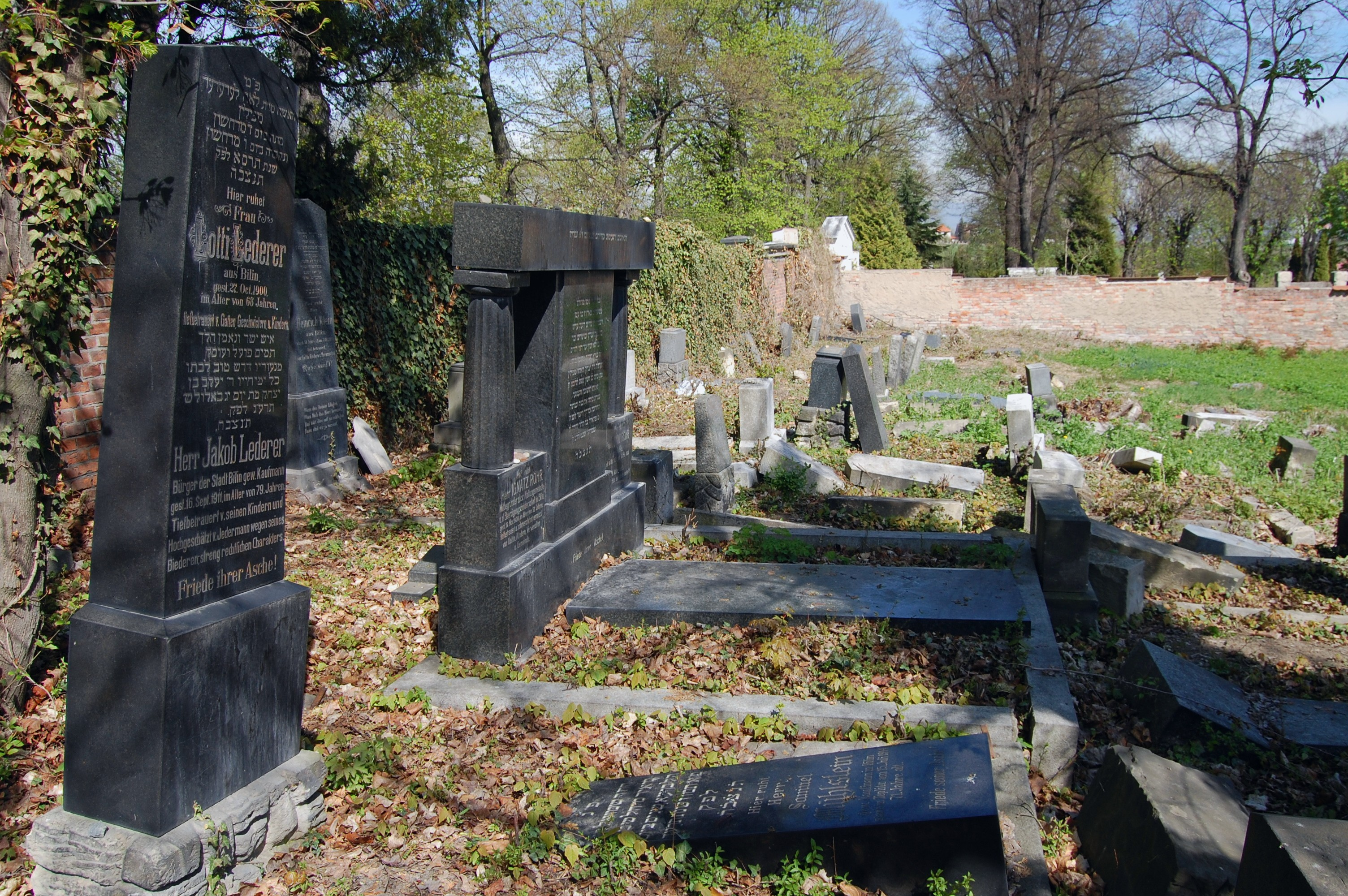
Jüdischer Friedhof in Bílina

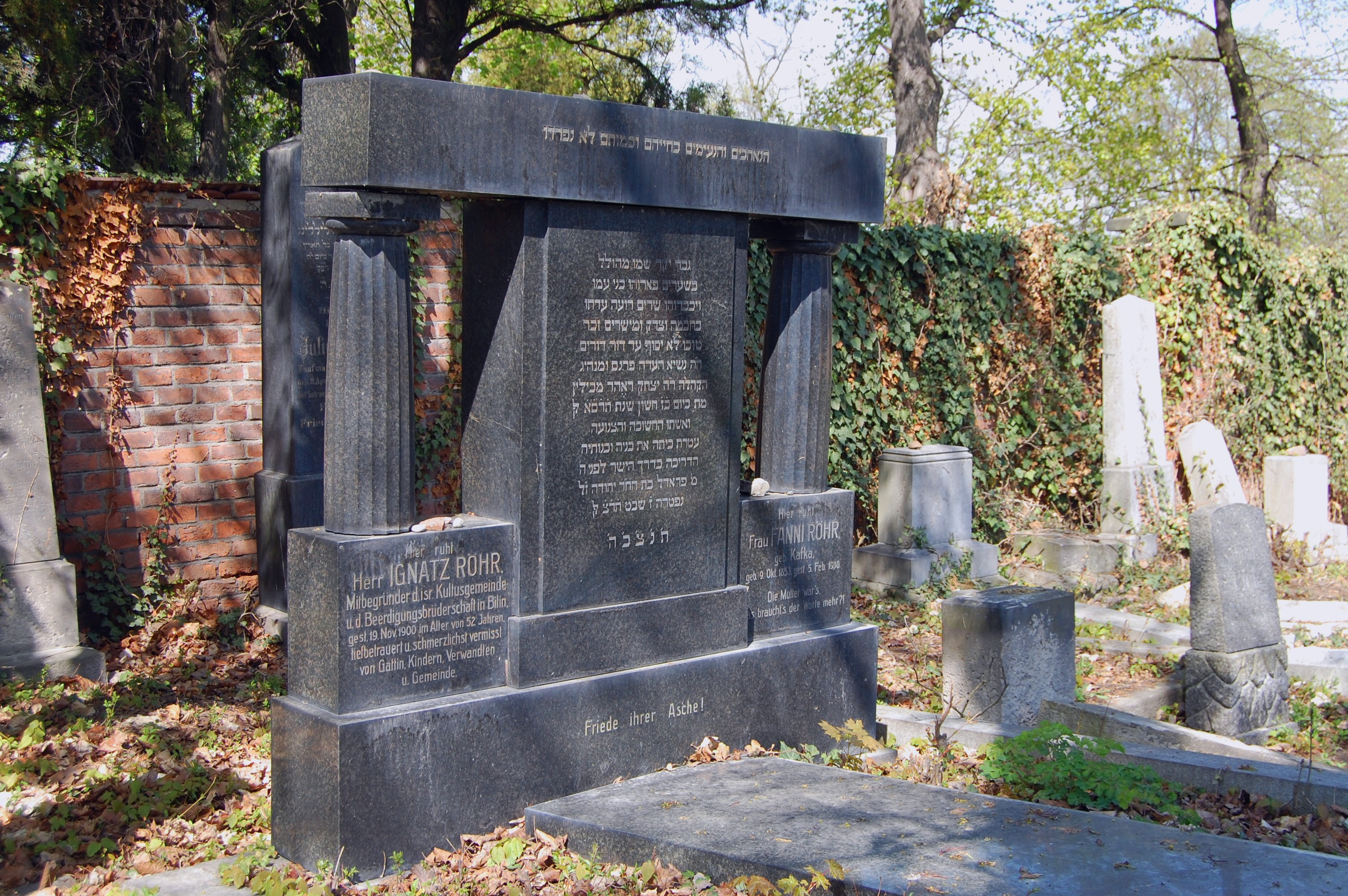
Grab der Familie Röhr; Ignatz Röhr war Mitbegründer und Vorsteher der Kultusgemeinde und der Beerdigungsbruderschaft

Die ersten urkundlichen Erwähnungen von Juden in Bílina stammen aus dem 15. Jahrhundert.
Die jüdischen Bewohner von Bílina gehörten bis 1872 Jahr zur jüdischen Gemeinde von Teplitz. Danach bildeten sie zusammen mit den Juden der unmittelbaren Umgebung eine eigene Israelitische Kultusgemeinde. Ab 1890 gehörten alle jüdischen Einwohner im Gerichtsbezirk Bílina zur Kultusgemeinde Bílina.
Diese verfügte über eine 1895 erbaute Synagoge und seit 1891 auch über einen eigenen Friedhof. Um 1925/1930 zählte die Kultusgemeinde etwa 120 Mitglieder, fünf Jahre später nur noch circa 70 Personen.
Zeit des Nationalsozialismus
In den Jahren 1941/42 wurden die jüdischen Bewohner von Bílina ins Ghetto Theresienstadt oder direkt in die Vernichtungslager im besetzten Polen deportiert.

## Rabbiner
- Ab 1885: Jakob Steiner, als Rabbiner und Lehrer angestellt
- 1889 bis 1892: Moritz Zrzavy
- 1893/94: Gabriel Gottlieb
- 1895 bis 1906: Heinrich Brock
- 1907 bis 1911: Ignatz Löwy
- 1912 bis 1914: Arpad Hirschberger
- 1914: Rabbiner Sonnenschein
- 1914 bis 1918: vakant
- 1922 bis 1925: Samuel Ungermann
- Ab 1929: A. H. Teller (siehe auch unter Literatur)

## Vereinigungen
- Chewra Kadischa, die Beerdigungsgesellschaft wurde 1895 gegründet
- Frauenverein, gegründet 1901
- Tempelchorverein (Synagogenchor), gegründet in den 1920er Jahren